# 京浜川崎インターチェンジ
京浜川崎インターチェンジ（けいひんかわさきインターチェンジ）は神奈川県川崎市高津区末長および坂戸にある第三京浜道路のインターチェンジである。

## 接続している道路
- E83第三京浜道路(2番)
- 川崎市道二子千年線

なお、直接は接続していないが、インターチェンジの約200m南側（保土ヶ谷側）で南武沿線道路が第三京浜道路の下をくぐり、上記の市道二子千年線を介して溝口地区や武蔵小杉地区などへのアクセスを担っている。

## 料金所
ブース数：8

### 玉川方面入口
- ブース数：2
  - ETC/一般：2

### 玉川方面出口
- ブース数：2
  - ETC/一般：1
  - 一般：1

### 保土ヶ谷方面入口
- ブース数：2
  - ETC/一般：2

### 保土ヶ谷方面出口
- ブース数：2
  - ETC/一般：2

なお、ETC/一般レーンは時間帯や混雑等によりETC専用レーンとなる場合がある。

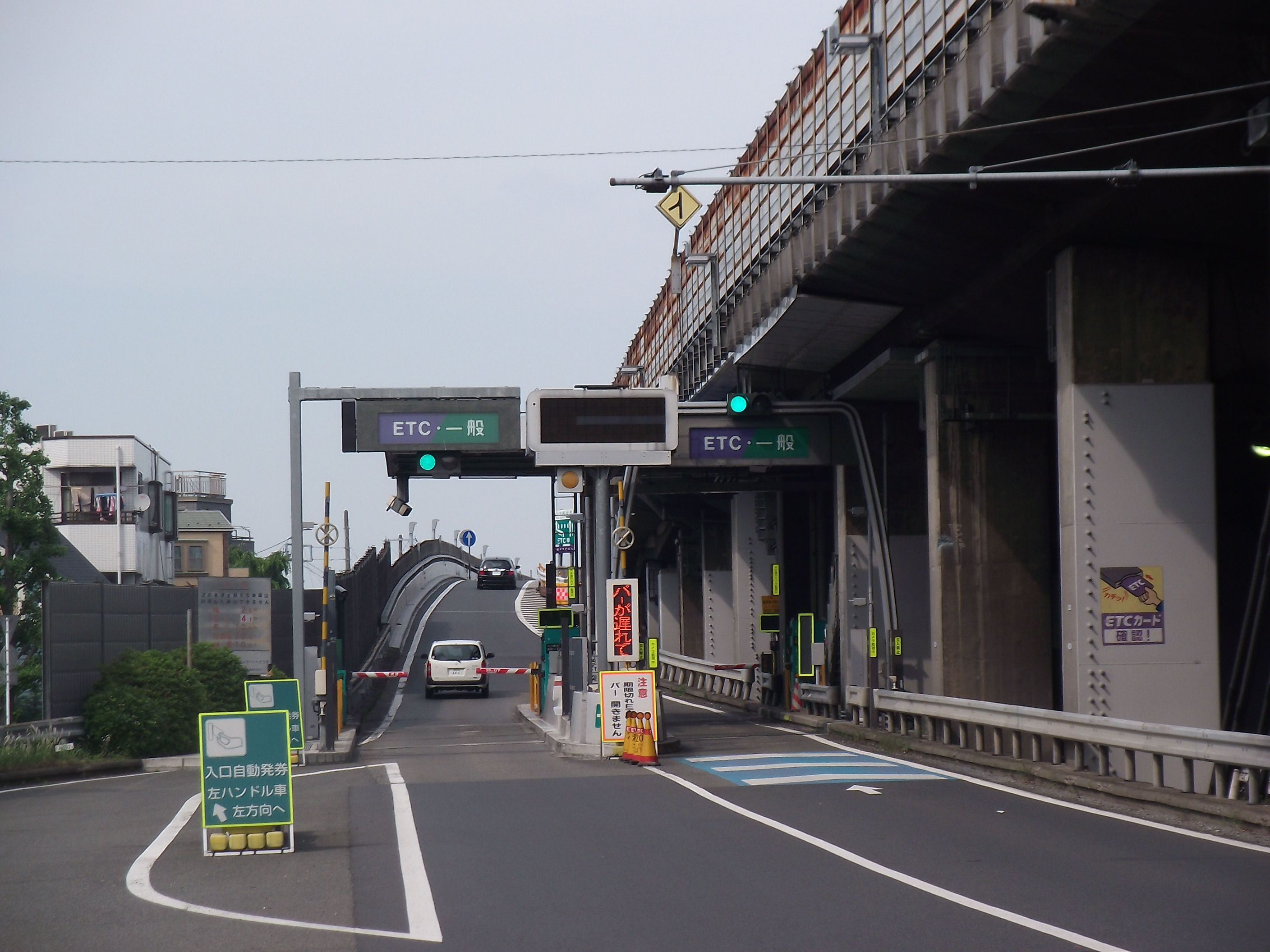
玉川方面入口
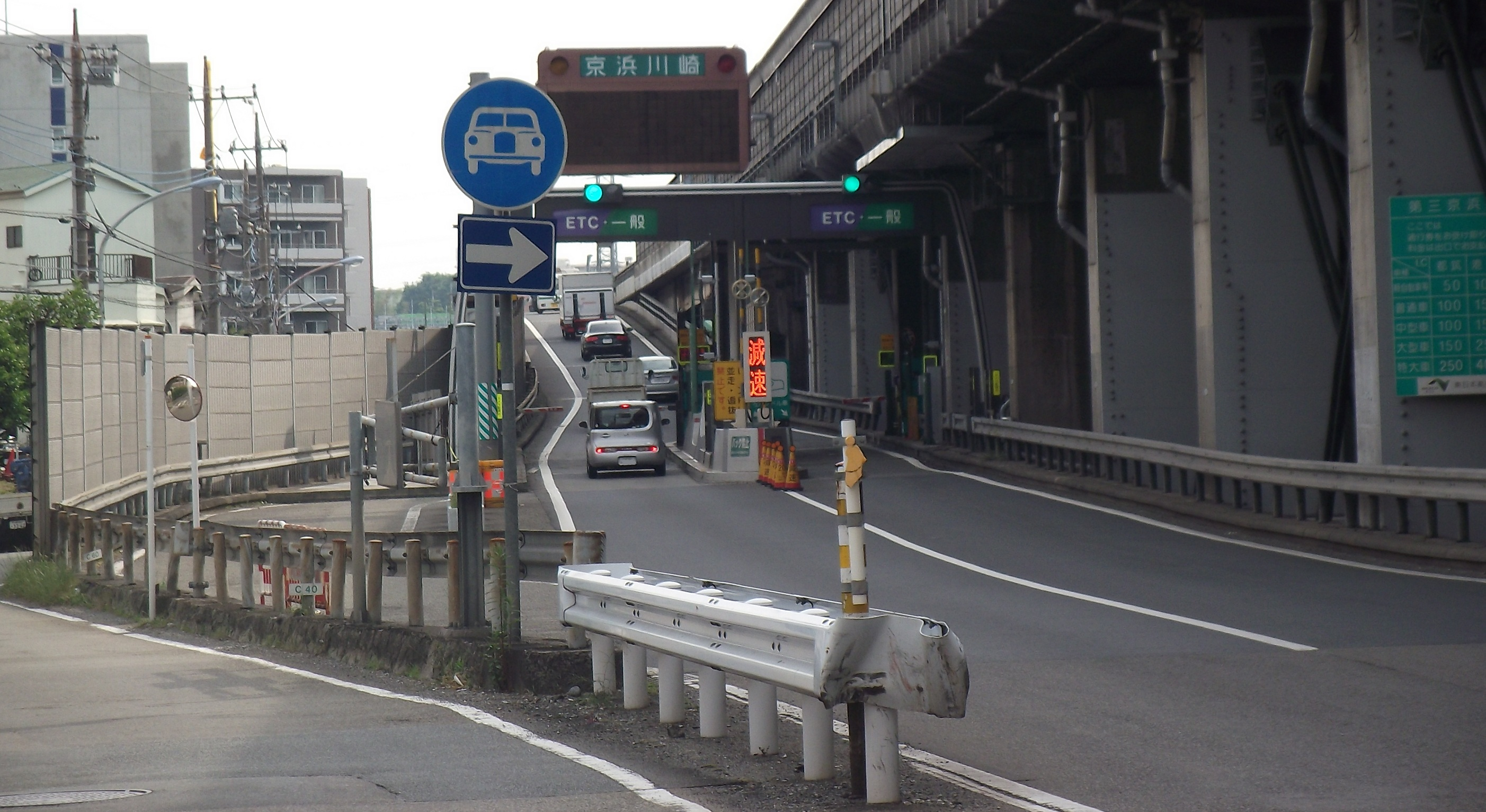
保土ヶ谷方面入口

## 歴史
- 1964年（昭和39年）10月6日 : 玉川IC - 当IC間開通に伴い部分供用。
- 1965年（昭和40年）12月19日 : 当IC - 保土ヶ谷IC間開通に伴い全面供用。

## 周辺
- 第三京浜入口バス停 - 川崎市交通局（川崎市バス）の停留所。南武沿線道路上、インターチェンジの西側（武蔵溝ノ口駅寄り）に所在。
- 武蔵新城駅
- かながわサイエンスパーク
- 富士通ゼネラル本社
- ミツトヨ本社
- 川崎フロンターレ本社事務所
- 武蔵溝ノ口駅
- 溝の口駅

## その他
- 当ICより上り線（玉川方面）を現金やETCカード、もしくは各種クレジットカードを手渡しで利用する場合、ここの料金所であらかじめ通行料金を支払い領収済の通行券とレシートを受け取り、次の玉川料金所で、その領収済通行券を料金所係員に渡すことになる。
- 接続する一般道との交差点の信号処理方法が独特で停止信号による待ち時間が長く混雑しやすい。
- 1966年から1982年まで、東急バスが第三京浜道路を経由する路線バス路線の「京浜線」を運行し、当インターチェンジのオンランプ側に「川崎バスストップ」が設置されていた。路線廃止とともにバス停は撤去されたが、上下線各入口の手前左側に跡地が残っている。2001年からは同社の「高速新横浜線」が運行され、第三京浜川崎～港北間で第三京浜道路を経由する定期路線バスが復活したが、上記の南武沿線道路上バス停も含め、第三京浜川崎インターチェンジ付近には停車しない。

## 隣
E83 第三京浜道路
(1) 玉川IC - 玉川TB - (2) 京浜川崎IC - 野川IC（事業中） - (4) 都筑IC/PA（PAは上り線のみ）